# Cavendishia palustris
Cavendishia palustris är en ljungväxtart som beskrevs av A. C. Smith. Cavendishia palustris ingår i släktet Cavendishia och familjen ljungväxter. Inga underarter finns listade i Catalogue of Life.